# 神田まつや
神田まつや（かんだまつや）は、東京都千代田区神田須田町にある蕎麦の専門店である。本店のほか、吉祥寺にも支店（東急百貨店吉祥寺店9階）がある。

## 概要
1884年（明治17年）、初代・福島市蔵が現在地に創業、その後福島家が二代続く。
1925年（大正14年）、関東大震災の後に福島家から小高家に受継がれ、初代・小高政吉が継承する。現在の建物はこのとき新たに建造されたもの。
二代目・小高賢次郎は、「魚籃坂の藪そば」に於いて関谷作太郎（後に「大森梅屋敷の藪そば」の創業者）に学ぶ。三代目・小高登志は「藪風会」に於いて「神田藪そば」の先代、「上野蓮玉庵」の先代、「神田錦町更科」の先代等に、そば打ちの技法並びにつけ汁の技術等を学んだ。
日清食品から2012年11月26日に「老舗の逸品 神田まつや監修 鶏南ばんそば」が、2013年6月10日に「老舗の逸品 神田まつや監修 カレー南ばんそば」がそれぞれ全国発売されている。いずれも同店の監修により制作された、甘辛く濃いめのつゆと具材が特徴である。
2019年、四代目・小高孝之が継いでいる（以上、特に断らない限り出典:）。

### その他
食通としても知られる小説家の池波正太郎がひいきにした店で、池波のエッセー『散歩のとき何か食べたくなって』や『むかしの味』でもよく足を運ぶと記されている。
店舗は関東大震災後の1925年（大正14年）に建築された木造2階建ての建物で、2001年（平成12年）に東京都選定歴史的建造物に選定されている。
- 建設年 - 大正14年（1925年）
- 設計者 - 不詳
- 構造規模 - 木造2階
- 概要 - 左右の出入り口の上部に、松模様の欄間飾りを施してある。平面を見ると、入口の部分が、現在はコンクリートであるが、以前は土間であったと考えられる[6]。

### 出版
- 林家いっ平「野暮と呼ばないで！神田まつや　太打ちそば」『「老舗」味めぐり』東京グラフ社、2006年、112頁。ISBN 4-7662-0976-1。
- 岩﨑信也「いまの品書きを大切にしていきたい 東京・神田須田町「神田まつや」小高 孝之さん」『蕎麦春秋』第10号、リベラルタイム出版社、2009年7月24日、7-9頁、全国書誌番号:01015413。
- 「暖簾百年、名代のそば―武生・うるしや/木曽福島・くるまや本店/東京・神田まつや」『太陽』第36巻第13号、平凡社、1998年、9-19頁、ISSN 0039-5080、NAID 40002298956。
- 中村雄昂「神田まつや 江戸の風情を偲ばせる風雅な造り 昔の味を大事に育てて超繁盛」『道経塾』第4巻第6号、モラロジー研究所、2003年、61-63頁、全国書誌番号:00111715。
- 南勉「今に活きる古い建物(16)神田まつや」『歴史読本』第52巻第4号、Kadokawa、2007年、38-40頁、全国書誌番号:00024584。

## ギャラリー

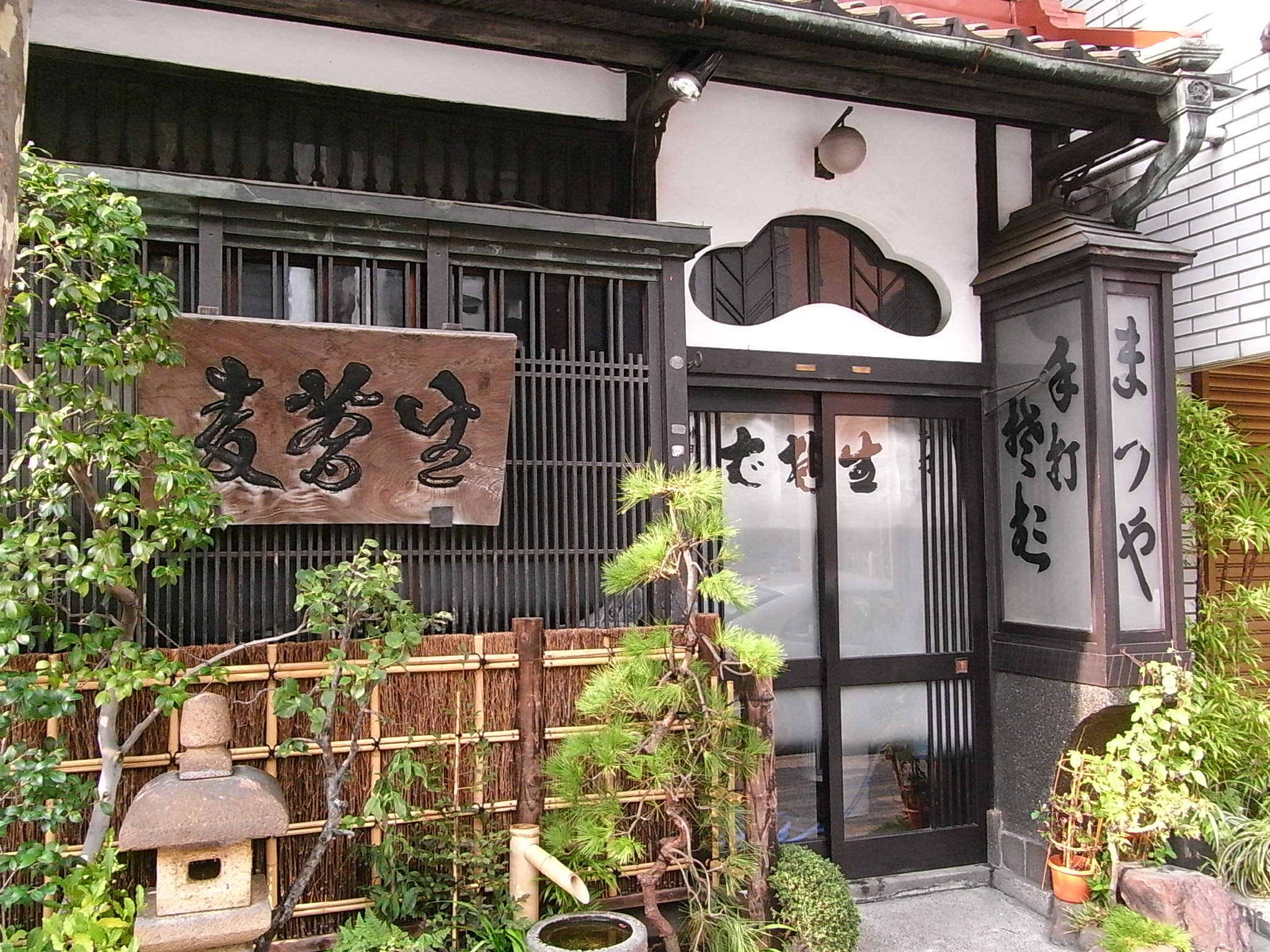
入口周りの外観（2009年9月27日撮影）
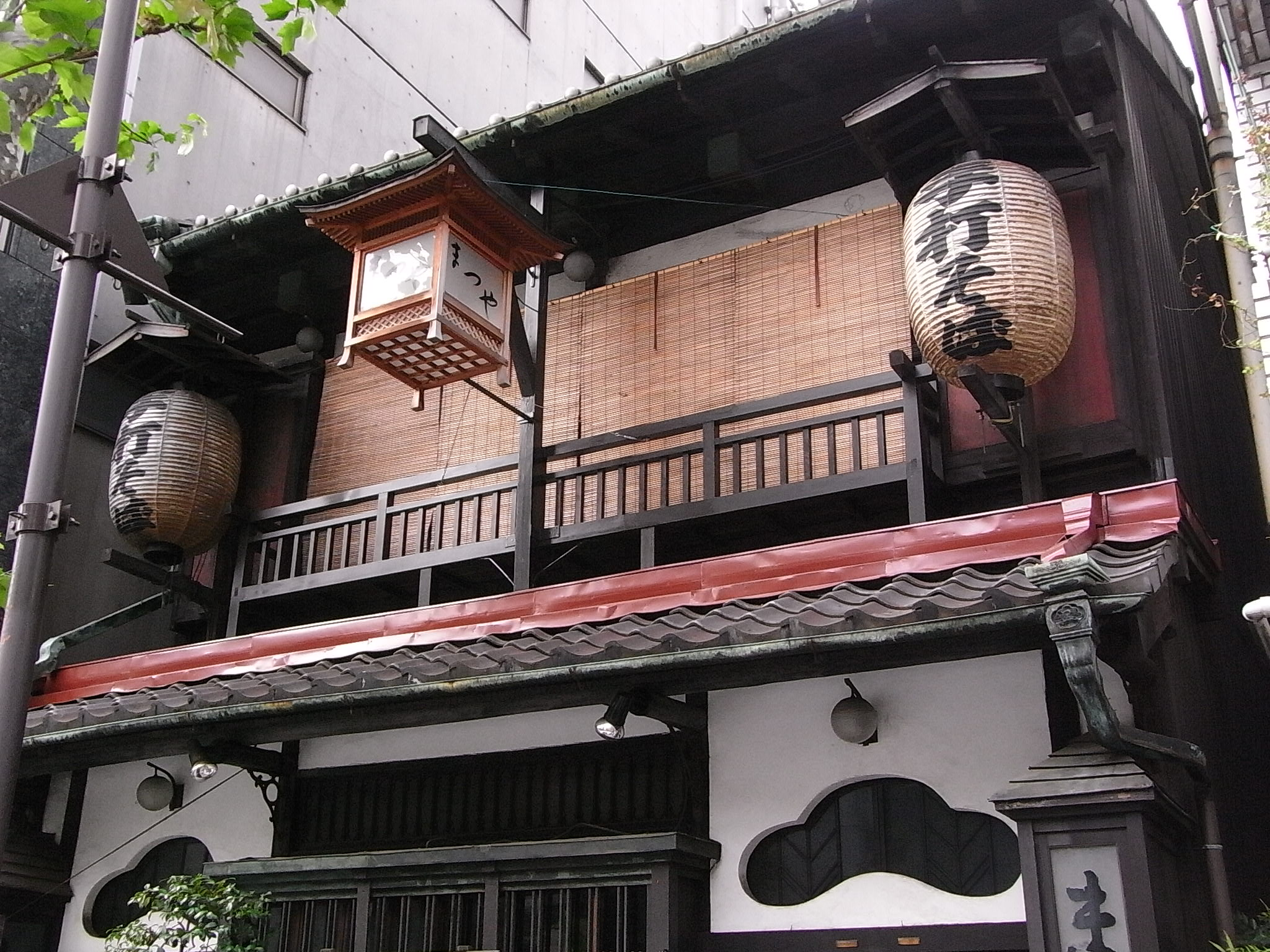
2階部分の外観（2009年9月27日撮影）
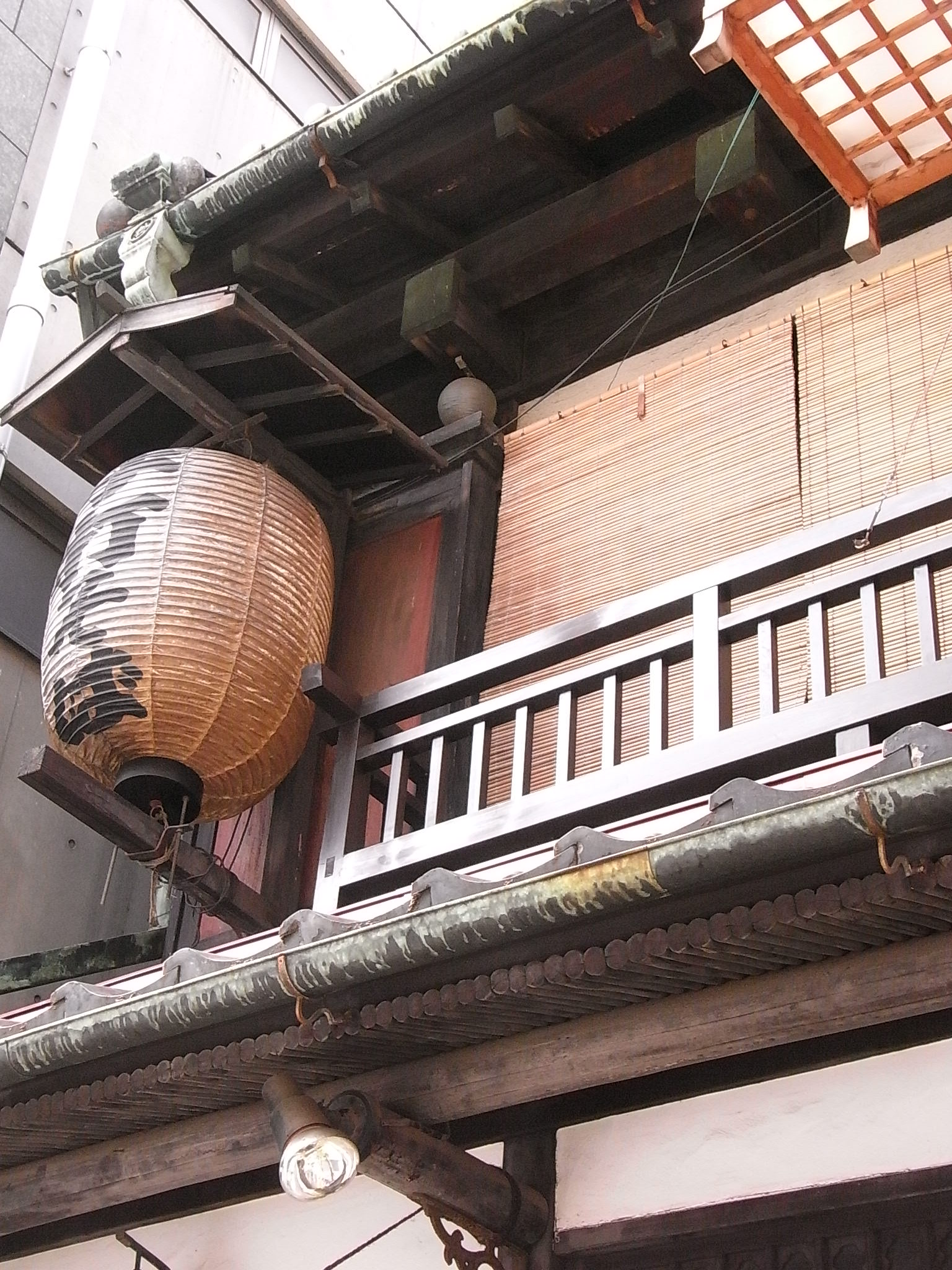
2階部分の外観（2009年9月27日撮影）
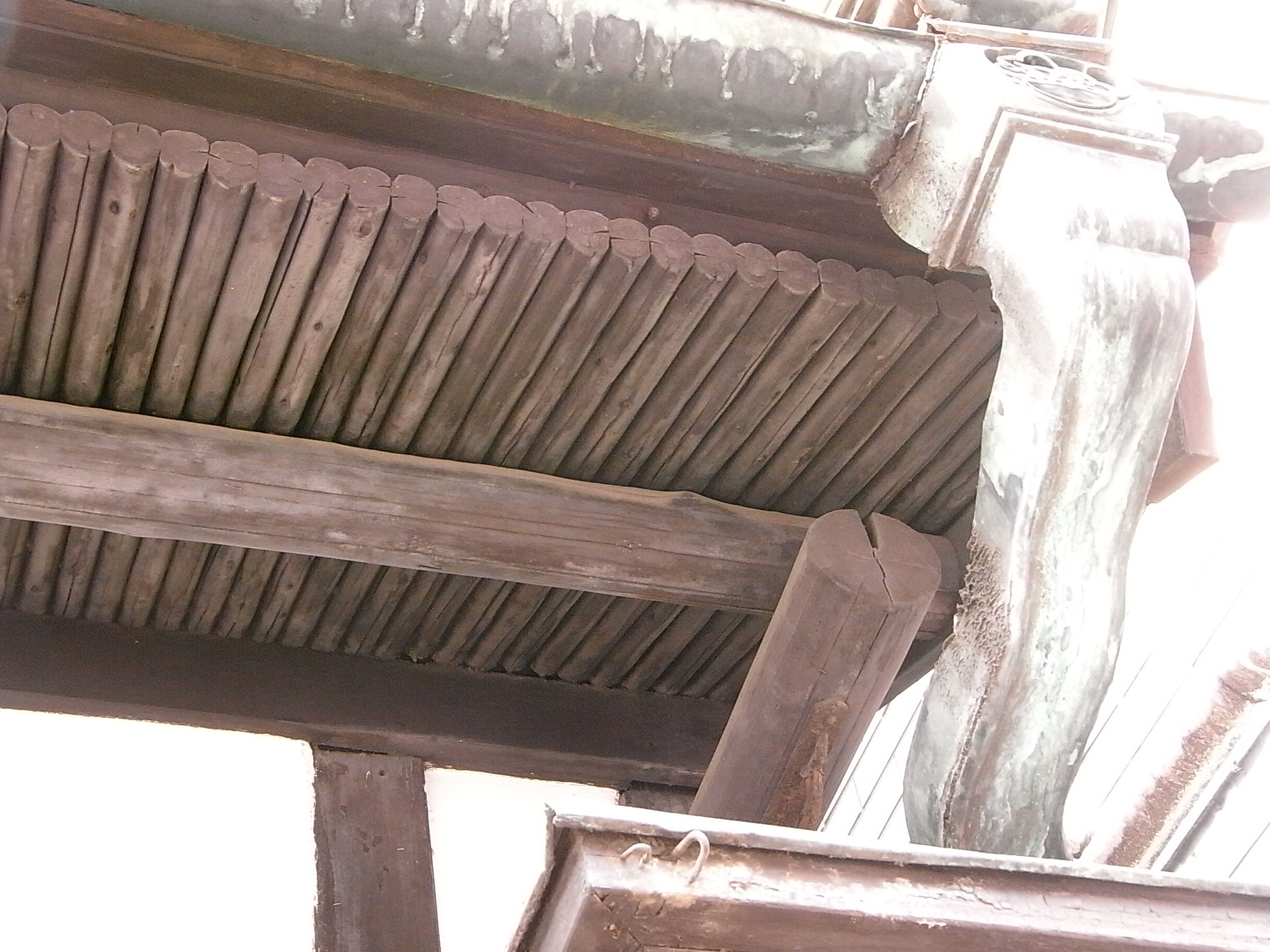
2階部分の軒裏（2009年9月27日撮影）
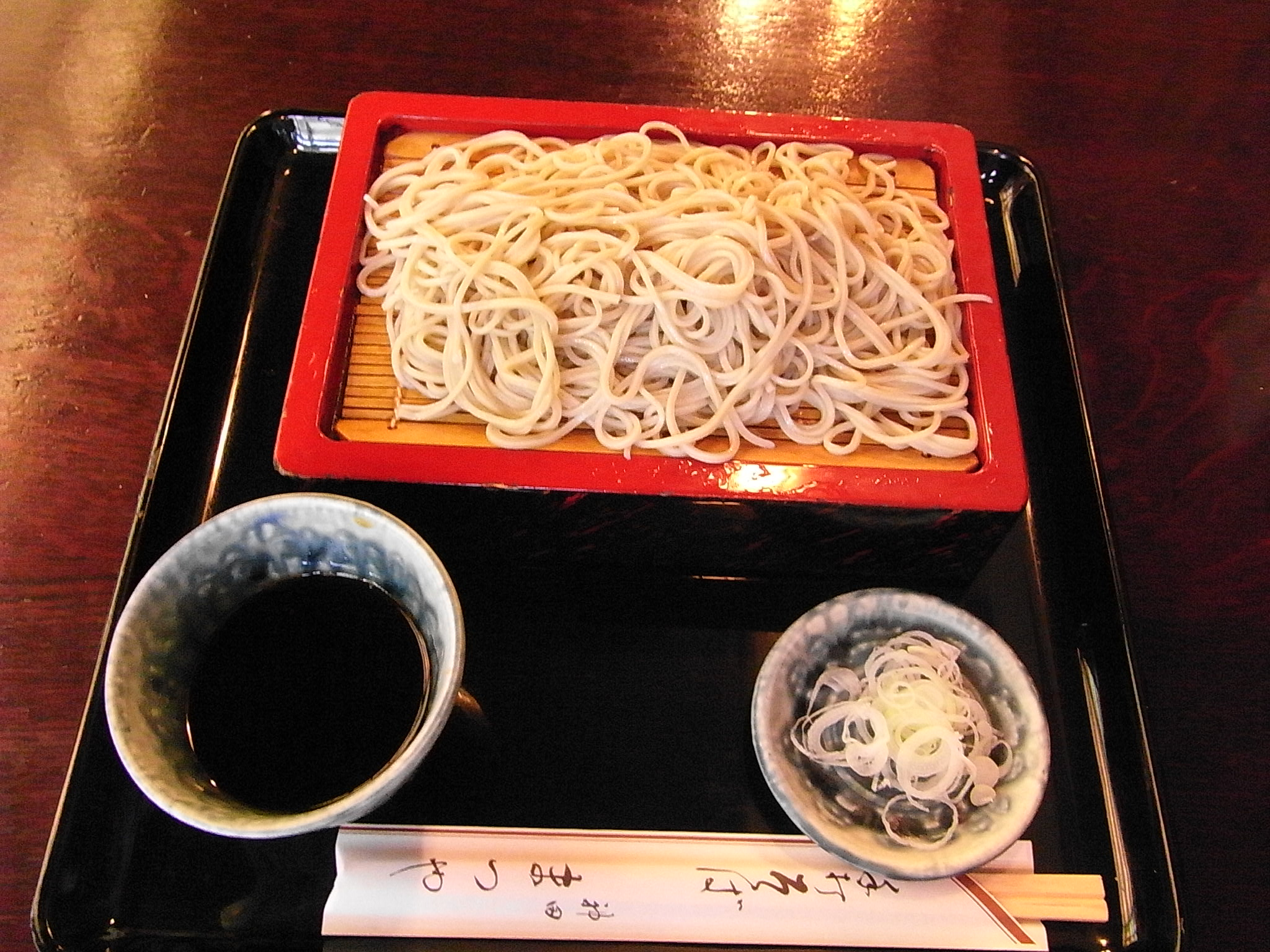
もりそば（2009年10月1日撮影）